# Asifa Akhtar
Asifa Akhtar (* 19. Februar 1971 in Karatschi, Pakistan) ist eine Molekularbiologin, die bedeutende Beiträge auf dem Gebiet der Chromosomenregulierung geleistet hat. Sie ist Senior-Gruppenleiterin und Direktorin der Abteilung für Chromatinregulierung am Max-Planck-Institut für Immunbiologie und Epigenetik. Im Juli 2020 wurde sie die erste internationale und weibliche Vizepräsidentin der Sektion Biologie und Medizin der Max-Planck-Gesellschaft.

## Werdegang
Asifa Akhtar stammt ursprünglich aus Karatschi, Pakistan, und erhielt einen BSc in Biologie am University College London. Danach wechselte sie zum Imperial Cancer Research Fund (jetzt Teil des Francis Crick Institute), um im Labor von Richard Treisman über die Transkriptionsregulation zu promovieren. Akhtars Postdoc-Studien zur Chromatinregulierung wurden im Labor von Peter Becker in Deutschland, am Europäischen Laboratorium für Molekularbiologie (EMBL), Heidelberg, und am Adolf-Butenandt-Institut, München, durchgeführt. Akhtar wurde 2001 Gruppenleiterin am EMBL und wechselte 2009 an das Max-Planck-Institut für Immunbiologie und Epigenetik in Freiburg, wo sie ein eigenes Labor leitet.  Akhtar ist Herausgeberin des Journal of Cell Science.  Am 1. Juli 2020 wurde sie zur Vizepräsidentin der Sektion Biologie und Medizin der Max-Planck-Gesellschaft gewählt.

## Forschungsinteressen
Asifa Akhtars Forschungsschwerpunkt ist die Untersuchung des Chromatins und epigenetischer Mechanismen. Anhand von Drosophila melanogaster als experimentelles Modell untersucht Akhtar, wie die Dosis-Kompensation bei der Regulation des X-Chromosoms wirkt. Unter anderem konnte das Team in Akhtars Labor zeigen, dass eine unstrukturierte Domäne des MSL2-Proteins der Fruchtfliege die spezifische Erkennung des X-Chromosoms vermittelt. Wenn diese Domäne mit der roX2-RNA in Kontakt tritt, bildet sich lokal ein molekularer "Zweikomponentenkleber", welcher die Dosis-Kompensation spezifisch auf dem X-Chromosom, aber nicht den Autosomen, auslöst. Die Studien haben sich auch darauf konzentriert, wie die nukleäre RNA-Helikase, DHX9, das Genom vor schädlichen Auswirkungen der Transposon-Insertion schützt. In jüngerer Zeit hat Akhtar untersucht, wie die Transkriptionstreue durch Veränderungen in der Nukleosomenlandschaft beeinflusst wird.

## Auszeichnungen und Ehrungen
- 2008 Early Career Award der European Life Science Organization (ELSO)
- 2013 Mitglied der European Molecular Biology Organization (EMBO)
- 2017 Auszeichnung mit dem Wilhelm-Feldberg-Preis
- 2019 Aufnahme als Mitglied in der Sektion Biochemie und Biophysik in die Nationale Akademie der Wissenschaften Leopoldina
- 2021 Gottfried Wilhelm Leibniz-Preis
- 2025 Auswärtiges Mitglied der Royal Society